# Golfe d'Urabá
Pour les articles homonymes, voir Urabá.
 (décembre 2023).
Si vous disposez d'ouvrages ou d'articles de référence ou si vous connaissez des sites web de qualité traitant du thème abordé ici, merci de compléter l'article en donnant les références utiles à sa vérifiabilité et en les liant à la section « Notes et références ».
Le golfe d'Urabá est situé en Colombie, tout près de la frontière avec le Panama.

## Géographie
Le golfe d'Urabá est proche de l'actuel parc national de Darién, dans le sud-est du Panama, qui occupe pratiquement toute la frontière avec la Colombie, sur la ligne de partage des eaux des montagnes du Darién, à l’extrémité sud-est du pays et à quelques kilomètres des Caraïbes. C'est la région la plus pluvieuse d'Amérique du Sud.

## Histoire de la région
Tout au fond du golfe est logée Santa María la Antigua del Darién, la première ville fondée par des Européens sur la terre ferme du continent sud-américain, en 1510, une dizaine d'années après qu'ils eurent découvert la terre ferme. L'ancienne ville d'Acla, située à une cinquantaine de kilomètres au nord, fut fondée presque au même moment.
Les Européens découvrirent pour la première fois la région en 1501. Les Espagnols établirent la première colonie d'Amérique du Sud, Santa María la Antigua del Darién, dans la province de Darién en 1510, tout au fond du golfe, un site abrité. Acla se trouvait à vingt miles au nord de cette dernière.
Santa María la Antigua del Darién était alors la jeune capitale de la région appelée "Castille d'Or".
La région a été sous le contrôle du conquistador Rodrigo de Bastidas. Accusé en 1502 par Francisco de Bobadilla, tout comme Christophe Colomb, de trafic d'or avec les Amérindiens, Rodrigo de Bastidas est déclaré innocent et Madrid lui octroie une rente annuelle sur la production de ce qui est alors la province d'Urabá, autour du golfe d'Urabá. Il avait obtenu la permission de découvrir des îles ou des terres non encore visitées par Christophe Colomb.
C'est depuis le golfe d'Urabá que Vasco Núñez de Balboa commença sa marche vers le Pacifique en 1513. Mais ses successeurs, voulant exploiter des mines d'or, eurent des difficultés avec les indiens Kunas. Les mines d'or étaient situées le long du río Choco, qui arrive par le sud des montagnes de la Colombie et se jette dans le golfe. La région était réputée pour ses mines d'or au XVIe siècle et plus tard, ce qui attirait de nombreux pirates européens. Le Chocó est aujourd'hui l'un des trente départements de la Colombie, et c'est l'une des rares régions d'Amérique où ne passe pas la panaméricaine. Les communautés qui y vivent sont principalement les descendants des marrons qui fuirent les mines d'or, les Espagnols ayant importé de la main d'œuvre noire face au refus des Indiens de travailler durablement dans les mines.
Alonso de Ojeda fut beaucoup plus brutal que Vasco Núñez de Balboa avec les indigènes, qui devinrent plus hostiles et attaquèrent la colonie. Tout le monde fut tué, sauf Ojeda et un seul de ses compagnons. Il fut contraint alors de repartir à Hispaniola.
En raison des problèmes avec les indiens Kunas, la colonie fut rapidement abandonnée. Certains réfugiés de Santa María partirent fonder la ville de Panama en 1519, à deux cents kilomètres plus au nord, et la nouvelle ville concurrença rapidement les deux premières.
La région du golfe d'Urabá, sous le contrôle de Carthagène des Indes, était sujette à une certaine instabilité et de nombreuses révoltes, tant chez les Noirs que les Indiens, comme en témoignent les révoltes des Indiens des Sambres et celle du grand palenque de San Basilio, à 60 kilomètres de Carthagène des Indes, de l'autre côté du golfe.
La région fut en proie au paramilitarisme dans les années 1990 et 2000 particulièrement. Elle représente 28% des travailleurs assassinés entre 1990 et 2005, et 13% des personnes déplacées par la violence entre 1996 et 2002. Au cours des années 1995-1997, les plus violentes, 583 personnes ont été tuées dans des massacres et plus de 254 000 autres furent déplacées de force. Cette terreur fut encouragée par les autorités et par des entreprises privées qui entendaient ainsi éliminer les guérillas et toute protestation sociale.